# 原頜龍屬
原頜龍屬（屬名：Protognathosaurus）是蜥腳下目恐龍的一屬，生存於侏儸紀中期]的中國。模式種為炎齒原頜龍（P. oxyodon），最初由張福成在1988年敘述、命名，當時為Protognathus，但當時已有一屬甲蟲使用這個名稱。後來在1991年，由喬治·奧利舍夫斯基（George Olshevsky）重新敘述、改名。原頜龍目前僅發現一個下頜碎片。